# Leština (Malé Březno)
Leština je vesnice, část obce Malé Březno v okrese Ústí nad Labem. Nachází se asi dva kilometry jihovýchodně od Malého Března. Prochází zde silnice II/260.  V roce 2011 zde trvale žilo 121 obyvatel.
Leština leží v katastrálním území Leština u Malého Března o rozloze 3,5 km² a Vitín u Malého Března o rozloze 2,28 km². Původní německé obyvatelstvo bylo z Vitína vysídleno po roce 1945. Noví obyvatelé kvůli špatné dostupnosti obec v období 50. a 60. let 20. století postupně opustili a ta poté zcela zanikla.

## Historie
První písemná zmínka o vesnici pochází z roku 1437.

## Obyvatelstvo
Při sčítání lidu v roce 1921 zde žilo 312 obyvatel (z toho 150 mužů), z nichž bylo pět Čechoslováků, 306 Němců a jeden příslušník jiné národnosti. Kromě jednoho člověka, který byl členem nezjišťovaných církví, se ostatní hlásili k římskokatolické církvi. Podle sčítání lidu z roku 1930 měla vesnice 350 obyvatel: pět Čechoslováků, 339 Němců, jednoho Žida, jednoho příslušníka jiné národnosti a čtyři cizince. Většina obyvatel byla římskými katolíky, ale ve vsi žili také dva evangelíci, jeden žid, jeden člen nezjišťovaných církví a jeden člověk bez vyznání.
| | 1869 | 1880 | 1890 | 1900 | 1910 | 1921 | 1930 | 1950 | 1961 | 1970 | 1980 | 1991 | 2001 | 2011 |
| --- | ---- | ---- | ---- | ---- | ---- | ---- | ---- | ---- | ---- | ---- | ---- | ---- | ---- | ---- |
| Obyvatelé | 343  | 409  | 420  | 385  | 460  | 408  | 456  | 203  | 173  | 188  | 140  | 109  | 130  | 121  |
| Domy | 54   | 59   | 64   | 66   | 73   | 72   | 77   | 63   | .    | 41   | 33   | 37   | 40   | 45   |
| Tabulka zahrnuje údaje zaniklé vsi Vitín a počet domů z roku 1961 je zahrnut v celkovém počtu domů obce Malé Březno. |      |      |      |      |      |      |      |      |      |      |      |      |      |      |

## Pamětihodnosti
- Terénní stopy zaniklého hradu Leština
- Lípa ve Vitíně, památný strom v zaniklé osadě Vitín